# OTE
OTE je akciová společnost ve vlastnictví České republiky. Předmětem  podnikání společnosti jsou činnosti ustanovené § 4 odst. 3 písm. c) energetického zákona a správa veřejně přístupného rejstříku obchodování s povolenkami na emise skleníkových plynů podle zákona č. 695/2004 Sb. o podmínkách obchodování s povolenkami na emise skleníkových plynů. 

## Činnosti, které vykonává OTE
- organizování krátkodobého trhu s plynem a krátkodobého trhu s elektřinou a ve spolupráci s provozovatelem přenosové soustavy vyrovnávacího trhu s regulační energií,
- vyhodnocování odchylky za celé území České republiky a toto vyhodnocení předávat jednotlivým subjektům zúčtování a provozovateli přenosové nebo přepravní soustavy,
- na základě vyhodnocení odchylek zajišťování zúčtování a vypořádání odchylek subjektů zúčtování, které jsou povinny je uhradit,
- informování provozovatele přenosové soustavy, provozovatele přepravní soustavy a provozovatele podzemních zásobníků plynu nebo provozovatele distribuční soustavy o neplnění platebních povinností účastníků trhu a subjektů zúčtování vůči operátorovi trhu,
- zpracování a zveřejňování měsíční a roční zprávy o trhu s elektřinou a měsíční a roční zprávy o trhu s plynem v České republice,
- zpracovávání a předávání ministerstvu, Energetickému regulačnímu úřadu, provozovateli přenosové soustavy a provozovateli přepravní soustavy alespoň jednou ročně zprávy o budoucí očekávané spotřebě elektřiny a plynu a o způsobu zabezpečení rovnováhy mezi nabídkou a poptávkou elektřiny a plynu,
- zpracování podkladů pro návrh Pravidel trhu s elektřinou a Pravidel trhu s plynem,
- zajišťování a poskytování účastníkům trhu s elektřinou nebo plynem skutečných hodnot dodávek a odběrů elektřiny nebo plynu,
- zpracování a po schválení Energetickým regulačním úřadem zveřejňování obchodních podmínek operátora trhu pro elektroenergetiku a pro plynárenství způsobem umožňujícím dálkový přístup,
- zajišťování v součinnosti s provozovateli distribučních soustav zpracovávání typových diagramů dodávek,
- v případech podle § 12a energetického zákona oznamování dodavateli poslední instance odběrných  míst zákazníků včetně jejich registračních čísel,
- sledování množství skladovaného plynu v jednotlivých podzemních zásobnících plynu a jejich kapacity,
- zpracování na základě ročních a pětiletých předpokládaných bilancí a na základě denních, měsíčních a ročních skutečných bilancí o přepravě, distribuci, výrobě, dodávkách, obchodu s plynem a uskladnění plynu a vlastních analýz celkových bilancí plynárenské soustavy,
- zpracování statistiky dovozu plynu ze zahraničí a jeho vývozu do zahraničí, a to včetně zdrojů plynu, a statistiky zákazníků, kteří změnili dodavatele plynu,
- zpracování alespoň jednou měsíčně zprávy s vyhodnocením dodávek a spotřeb plynárenské soustavy včetně vyhodnocení dovozu plynu do České republiky a vývozu plynu z České republiky,
- zpracování jednou až dvakrát ročně výsledných údajů hodinových dodávek a spotřeb plynu od plynárenských podnikatelů pro sestavení kontrolních hodinových odečtů plynárenské soustavy,
- zpracování měsíční bilance o plnění bezpečnostního standardu dodávek plynu,
- správa veřejně přístupného rejstříku obchodování s povolenkami na emise skleníkových plynů,
- administrace systému pro vyplácení podpory podporovaných zdrojů energie a systému pro vydávání a správu záruk původu.
- od roku 2019 zastupuje ČR ve vnitrodenním trhu s elektřinou (Single Intraday Coupling - SIDC) v EU.[3]

## Statistiky OTE
Jedny z informačních výstupů, které OTE nabízí, jsou statistiky. Tyto statistiky udávají stav energetické soustavy v ČR (jak elektřina tak plyn), dlouhodobou bilanci a měsíční a roční zprávy o obchodu s elektřinou a plynem.
Výstupy z OTE jsou dostupné i z agregačních webů .